# Bipiramidă
O bipiramidă (simetrică) n-gonală este un poliedru format prin unirea unei piramide n-gonale cu imaginea ei în oglindă față de bază. O bipiramidă n-gonală are 2n fețe triunghiulare, 3n laturi (muchii) și 2 + n vârfuri.
n-gonul din numele unei bipiramide nu este o față, ci un poligon intern, baza situată în planul de oglindire care leagă cele două jumătăți de bipiramidă.

## Bipiramide drepte, "regulate"
O bipiramidă „regulată” are ca bază un poligon regulat. De obicei o bipiramidă este dreaptă.
O bipiramidă „dreaptă” are două apexuri drept deasupra și drept dedesubtul centrului (sau centroidului) bazei.
O bipiramidă n-gonală (simetrică) dreaptă „regulată” are simbolul Schläfli { } + {n}.
O bipiramidă (simetrică) dreaptă cu baza poligonul P are simbolul Schläfli { } + P.
Bipiramida n-gonală dreaptă „regulată” (deci tranzitivă pe fețe) cu vârfuri regulate este duala prismei uniforme n-gonale (deci dreaptă) și are fețele triunghiuri isoscele congruente.
O bipiramidă n-gonală (simetrică) dreaptă „regulată” poate fi proiectată pe o sferă ca o bipiramidă sferică n-gonală (simetrică) dreaptă „regulată”: n linii egal distanțate de longitudine care merg de la pol la pol și o linie ecuator care divide sfera în două.
| Numele bipiramidei | Bipiramidă digonală | Bipiramidă triunghiulară (v. J12) | Bipiramidă tetragonală (v. O) | Bipiramidă pentagonală (v. J13) | Bipiramidă hexagonală | Bipiramidă heptagonală | Bipiramidă octogonală | Bipiramidă eneagonală | Bipiramidă decagonală | ...          | Bipiramidă apeirogonală |
| ------------------ | ------------------- | --------------------------------- | ----------------------------- | ------------------------------- | --------------------- | ---------------------- | --------------------- | --------------------- | --------------------- | ------------ | ----------------------- |
| Imagine            |                     |                                   |                               |                                 |                       |                        |                       |                       |                       | ...          |                         |
| Pavare sferică     |                     |                                   |                               |                                 |                       |                        |                       |                       |                       | Pavare plană |                         |
| Config. feței      | V2.4.4              | V3.4.4                            | V4.4.4                        | V5.4.4                          | V6.4.4                | V7.4.4                 | V8.4.4                | V9.4.4                | V10.4.4               | ...          | V∞.4.4                  |
| Diagramă Coxeter   |                     |                                   |                               |                                 |                       |                        |                       |                       |                       | ...          |                         |

## Bipiramide din triunghiuri echilaterale
Doar trei tipuri de bipiramide pot avea toate laturile de aceeași lungime (ceea ce înseamnă că toate fețele sunt triunghiuri echilaterale, iar astfel bipiramida este un deltaedru): bipiramidele triunghiulară, tetragonală și pentagonală (simetrice) drepte „regulate”. Bipiramida tetragonală (sau „pătrată”) cu muchii de aceeași lungime, sau octaedrul regulat), se numără printre poliedrele platonice; bipiramidele triunghiulare și pentagonale cu laturi de aceeași lungime se numără printre poliedrele Johnson (J12 și J13).
| Numele bipiramidei (simetrice) drepte „regulate” | Bipiramidă triunghiulară (J12) | Bipiramidă tetragonală (octaedru regulat) | Bipiramidă pentagonală (J13) |
| Imagine                                          |                                |                                           |                              |

## Simetrie caleidoscopică
O bipiramidă n-gonală dreaptă „regulată” (simetrică) are grupul de simetrie diedrală Dnh, de ordinul 4n, cu excepția cazului unui octaedru regulat, care are simetria octaedrică mai mare, Oh, de ordinul 48, care are trei versiuni ale D4h ca subgrupuri. grupul de rotație este Dn, de ordin 2n, cu excepția cazului unui octaedru regulat, care are grupul de rotație mai mare, O, de ordinul 24, care are trei versiuni de D4 ca subgrupuri.
Cele 4n fețe triunghiulare ale unei bipiramide 2n-gonale (simetrice) drepte „regulate”, proiectate ca 4n fețe triunghiulare sferice ale unui bipiramide sferice 2n-gonale (simetrice) drepte „regulate”, reprezintă domeniile fundamentale ale simetrie diedrală în spațiul tridimensional: Dnh, [n,2], (*n 22), odin 4n. Aceste domenii pot fi afișate ca triunghiuri sferice colorate alternativ:
- într-un plan de reflexie prin laturi cociclice, domeniile imaginii în oglindă sunt în culori diferite (izometrie indirectă);
- față de o axă de rotație cu n-poziții prin vârfuri opuse, un domeniu și imaginea sa sunt în aceeași culoare (izometrie directă).

O bipiramidă (simetrică) n-gonală poate fi văzută ca un Kleetop al diedrului n-gonal „corespondent”.
| Simetrie diedrală                 | {\displaystyle D_{1h}} | {\displaystyle D_{2h}} | {\displaystyle D_{3h}} | {\displaystyle D_{4h}} | {\displaystyle D_{5h}} | {\displaystyle D_{6h}} | ... | {\displaystyle D_{nh}} |
| Imaginile domeniilor fundamentale |                        |                        |                        |                        |                        |                        | ... |                        |
| Diagramă Coxeter                  |                        |                        |                        |                        |                        |                        | ... |                        |

## Volum
Volumul unei bipiramide (simetrice) este
{\displaystyle V={\frac {2}{3}}Bh},
unde B este aria bazei, iar h este înălțimea (diastanța de la planul bazei la apex).
Asta funcționează pentru orice formă a bazei și pentru orice poziție a apexului, cu condiția ca h să fie măsurat ca distanța perpendiculară de la planul bazei poligonului intern. Prin urmare, volumul unei bipiramide (simetrice) a cărei bază este un poligon regulat cu n laturi și cu lungimea laturii s și a cărei înălțime este h este:

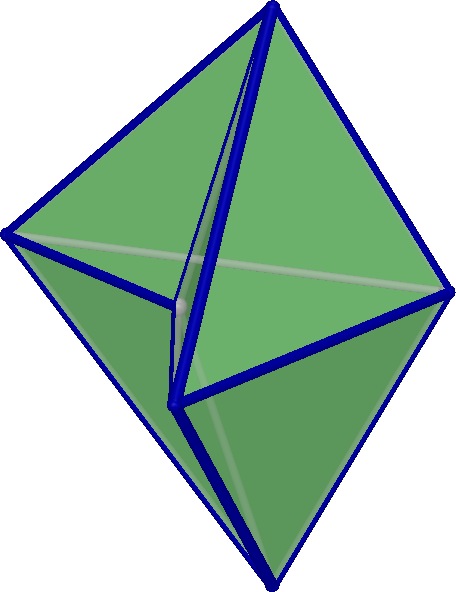
Exemplu de bipiramidă tetragonală (simetrică) concavă^{†}

{\displaystyle V={\frac {n}{6}}hs^{2}\operatorname {ctg} {\frac {\pi }{n}}}.

## Bipiramide oblice
Despre bipiramidele care nu sunt drepte se spune că sunt bipiramide oblice.

## Bipiramide concave
O bipiramide concavă are baza un poligon concav.
† Baza sa nu are un centroid evident; dacă vârfurile sale nu sunt drept deasupra/sub centrul de greutate al bazei sale, nu este o bipiramidă „dreaptă”. Oricum, este un octaedru concav.

## Bipiramidă dreaptă asimetrică/inversată
| Asimetrică | Inversată |
| ---------- | --------- |
|            |           |

O bipiramidă dreaptă asimetrică unește două piramide drepte cu baze congruente, dar înălțimi inegale.
O bipiramidă dreaptă inversată unește două piramide drepte cu baze congruente, dar înălțimi inegale aflate de aceeași parte a bazei comune.
Dualul unei bipiramide drepte asimetrice/inversate este un trunchi
O bipiramidă n-gonală dreaptă asimetrică/inversată „regulată” are grupul de simetrie Cnv, de ordinul 2n.

## Bipiramide stelate „regulate”
O bipiramidă stelată „regulată” are baza un poligon stelat.
O bipiramidă stelată simetrică dreaptă regulată poate fi realizată cu o bază poligon stelat regulat și două apexuri drept deaupra și dedesubtul centrului bazei, cu fețe triunghiulare care conectează laturile bazei cu apexurile. Fețele acestor bipiramide sunt triunghiuri isoscele congruente, iar bipiramida este izoedrică. Pentru o anumită înălțime a apexurilor triunghiurile pot fi echilaterale.
Diagrama Coxeter a unei {p/q}-bipiramide este .
| Poligonul stelat al bazei    | 5/2-gon  | 7/2-gon  | 7/3-gon  | 8/3-gon  | 9/2-gon  | 9/4-gon  |
| ---------------------------- | -------- | -------- | -------- | -------- | -------- | -------- |
| Imaginea bipiramidei stelate |          |          |          |          |          |          |
| Diagramă Coxeter             |          |          |          |          |          |          |
|                              |          |          |          |          |          |          |
| Poligonul stelat al bazei    | 10/3-gon | 11/2-gon | 11/3-gon | 11/4-gon | 11/5-gon | 12/5-gon |
| Imaginea bipiramidei stelate |          |          |          |          |          |          |
| Diagramă Coxeter             |          |          |          |          |          |          |

## În dimensiuni superioare
În general, o bipiramidă poate fi văzută ca un n-politop construită cu baza un (n−1)-politop într-un hiperplan și două puncte în direcții opuse, la distanță egală, perpendiculare pe hiperplan. Dacă (n−1)-politopul este un politop regulat, acesta va avea fațete piramidale identice. Un exemplu este 16-celule, care este o bipiramidă octaedrică și, mai general, un n-ortoplex este o (n−1)-bipiramidă ortoplex.
O bipiramidă bidimensională este un romb.